# Zeenat Aman
Zeenat Khan (Bombay, 19 november 1951), beter bekend als Zeenat Aman, is een Indiaas filmactrice en model. Zeenat Aman staat vooral bekend om haar werk in de Indiase cinema, dat een periode van ruim 50 jaar beslaat. Ze heeft verschillende onderscheidingen ontvangen, waaronder twee Filmfare Awards en een BFJA Award.

## Biografie
Zeenat Aman werd op 19 november 1951 in Bombay als Zeenat Khan geboren. Haar vader, Amanullah Khan, was een scriptschrijver en schreef vaak onder de naam "Aman", die Zeenat later als haar schermnaam aannam. Haar vader was moslim, terwijl haar moeder een hindoeïstische Marathi was. Haar ouders scheidden kort na haar geboorte. Zeenat studeerde in University of Southern California in Los Angeles, maar maakte haar studie niet af.

## Carrière
Zeenat Aman nam 19-jarige leeftijd deel aan schoonheidswedstrijden en won ze zowel de Femina Miss India-verkiezing als de Miss Asia Pacific International-verkiezing in 1970. In 1970 begon Aman met acteren: haar vroege werken omvatten de films “The Evil Within” (1970) en “Hulchul” (1971). Haar doorbraak kwam met de film “Hare Rama Hare Krishna” (1971), waarvoor ze de Filmfare Best Supporting Actress Award en de BFJA Award voor beste actrice won. Ze speelde vervolgens in de film “Yaadon Ki Baaraat” (1973), waarvoor ze verdere erkenning kreeg. In de jaren zeventig vestigde Aman zich als hoofdrolspeelster in “Roti Kapada Aur Makaan” (1974), “Ajanabee” (1974), “Warrant” (1975), “Chori Mera Kaam” (1975), “Dharam Veer” (1977), “Chhailla Babu” (1977), “Hum Kisise Kum Naheen” (1977) en “The Great Gambler” (1979). Voor haar rol in de film “Satyam Shivam Sundaram” (1978) werd ze genomineerd voor de Filmfare Award voor Beste Actrice.
Begin jaren tachtig had ze hoofdrollen in “Abdullah” (1980), “Alibaba Aur 40 Chor” (1980), “Qurbani” (1980), “Dostana” (1980) en “Insaf Ka Tarazu” (1980), waarvan Aman opnieuw een nominatie ontving voor de Filmfare Award voor Beste Actrice. Ze bleef de hele jaren tachtig in films spelen, met rollen in de films “Laawaris” (1981), “Mahaan” (1983), “Pukar” (1983), “Jagir” (1984), en had ook rollen in de films “Teesri Aankh” (1982), “Hum Se Hai” en “Zamana” (1983). Na haar huwelijk met acteur Mazhar Khan in 1985, begon Aman minder vaak in films te verschijnen en nam een pauze in 1989, kort na haar laatste film “Gawaahi” (1989).
In 1999 maakte Aman een comeback in de Indiase filmindustrie en verscheen in de film “Bhopal Express”. Aman heeft sindsdien rollen gehad in verschillende films, waaronder “Ugly Aur Pagli” (2008), “Dunno Y ... Na Jaane Kyon” (2010), “Chaurahen” (2012), “Strings of Passion” (2014), “Dunno Y2 ... Life Is a Moment” (2015), “Dil Toh Deewana Hai” (2016) en “Sallu Ki Shaadi” (2017).

## Privé
In 1978 trouwde Aman met acteur Sanjay Khan, maar dit huwelijk werd in 1979 nietig verklaard. Aman trouwde vervolgens met acteur Mazhar Khan. Dit huwelijk duurde 13 jaar: van 1985 tot aan de dood van Mazhar Khan in 1998. Zeenat Aman kreeg twee kinderen van Mazhar Khan: filmregisseur Azaan Khan en componist Zahaan Khan.

## Onderscheidingen
| Jaar | Onderscheiding  | Categorie                     | Werk                   | Resultaat   |
| ---- | --------------- | ----------------------------- | ---------------------- | ----------- |
| 1972 | Filmfare Awards | Best Supporting Actress       | Hare Rama Hare Krishna | Gewonnen    |
| 1973 | BFJA Award      | Best Actress                  | Hare Rama Hare Krishna | Gewonnen    |
| 1979 | Filmfare Award  | Best Actress                  | Satyam Shivam Sundaram | Genomineerd |
| 1981 | Filmfare Award  | Best Actress                  | Insaf Ka Tarazu        | Genomineerd |
| 2016 | Filmfare Award  | Timeless Glamour & Style Icon |                        | Gewonnen    |